# 共轭转置
矩阵{\displaystyle A}的共轭转置（英語：conjugate transpose，又称埃尔米特共轭、埃尔米特转置（英語：Hermitian transpose））{\displaystyle A^{*}}的定义为：
{\displaystyle (A^{*})_{i,j}={\overline {A_{j,i}}}}
其中{\displaystyle (\cdot )_{i,j}}表示矩阵i行j列上的元素，{\displaystyle {\overline {(\cdot )}}}表示标量的复共轭。
这一定义也可以写作：
{\displaystyle A^{*}=({\overline {A}})^{\mathrm {T} }={\overline {A^{\mathrm {T} }}}}
其中{\displaystyle A^{\mathrm {T} }\,\!}是矩阵A的转置，{\displaystyle {\overline {A}}\,\!}表示对矩阵A中的元素取复共轭。
通常用以下记号表示矩阵A的共轭转置：
- {\displaystyle A^{*}\,\!}或{\displaystyle A^{\mathrm {H} }\,\!}，常用于线性代数
- {\displaystyle A^{\dagger }\,\!}，普遍用于量子力学，而同時{\displaystyle A^{*}\,\!}只表示為{\displaystyle A\,\!}的複數共軛。[1]
- {\displaystyle A^{+}\,\!}（但这一记号通常指矩阵的摩尔－彭若斯广义逆)

注意：某些情况下{\displaystyle A^{*}\,\!}也指仅对矩阵元素取复共轭，而不做矩阵转置，切勿混淆。

## 实例
若
{\displaystyle A={\begin{bmatrix}3+i&5\\2-2i&i\end{bmatrix}}} ，
则
{\displaystyle A^{*}={\begin{bmatrix}3-i&2+2i\\5&-i\end{bmatrix}}}。

## 基本评注
如果A的元素是实数，那么A*与A的转置AT相等。把复值方块矩阵视为复数的推广，以及把共轭转置视为共轭复数的推广通常是非常有用的。
元素为{\displaystyle a_{ij}}的方块矩阵A称为：
- 埃尔米特矩阵或自伴矩阵，如果A = A*，也就是说，{\displaystyle a_{ij}=a_{ji}^{*}} ；
- 斜埃尔米特矩阵或反埃尔米特矩阵，如果A = −A*，也就是说，{\displaystyle a_{ij}=-a_{ji}^{*}} ；
- 正规矩阵，如果A*A = AA*。

即使A不是方块矩阵，A*A和AA*仍然是埃尔米特矩阵和半正定矩阵。

## 性质
- (A + B)* = A* + B*。
- (rA)* =  r*A*，其中r为复数，r*为r的复共轭。
- (AB)* = B*A*，其中A为m行n列的矩阵，B为n行p列矩阵。
- (A*)* = A 。
- 若A为方阵，则det(A*) = (det A)*，且tr(A*) = (tr A)* 。
- A是可逆矩阵，当且仅当A*可逆，且有(A*)−1 = (A−1)* 。
- A*的特征值是A的特征值的复共轭。
- <Ax,y> = <x, A*y>，其中A为m列n行的矩阵，复向量x为n维行向量，复向量y为m维行向量，<·,·>为复数的内积。

## 推广
- 从上面给出的最后一个性质可以推出，如果我们把A视为从希尔伯特空间Cn到Cm的线性变换，则矩阵A*对应于A的自伴算子。于是，希尔伯特空间之间的自伴算子可以视为矩阵的共轭转置的推广。
- 还可以进行另外一种推广：假设A是一个从复值向量空间V到W的线性映射，那么可以定义复共轭线性映射和线性映射的转置，并可以取A的共轭转置为A的转置的共轭复数。它把W的共轭对偶映射到V的共轭对偶。